# エント

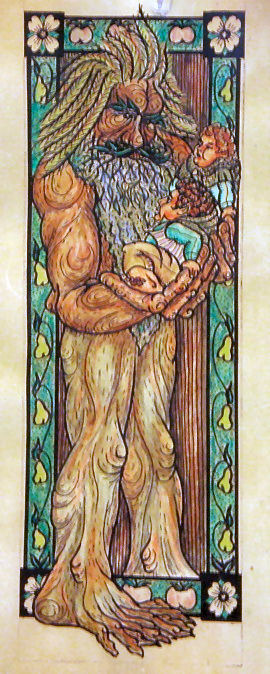
エントの長老木の髭とホビット

エント（Ent）は、J・R・R・トールキンの中つ国を舞台とした小説、『指輪物語』、『シルマリルの物語』に登場する木に似た巨人のような姿をした種族。樹木を守る木の牧人である。しかし同じ種族であっても、個々はさまざまな種類の樹木を思い起こさせるような姿をしている。エルフ語ではオノドリム（Onodrim）であり、エントとはローハン語で巨人を意味する言葉である。

## 概要
ヴァラのアウレによってドワーフが創造されると、彼の妻であり植物を司るヴァラのヤヴァンナは、かの女の被造物がイルーヴァタールの子らやドワーフに支配され、利用されることを思い、悲しんだ。ヤヴァンナは自らを守る手段を持たないオルヴァール（植物）のうち、とくに育ちの遅い樹木を守る者が欲しいとマンウェに訴えた。その思いはマンウェを通じてイルーヴァタールに届き、中つ国に木の牧人エントが置かれた。似た種族、または同族にフオルンなどが存在する。
エントは森を巡りながら外敵が森に入るのを防いだり、時には木々にその方法を仕込んだりするほか、草むしりや種まきなどを行い木々の面倒を見た。性格は急くこと無く決断を下す際には慎重であり、重大な事柄については寄合を開いて決めたが、これもそう度々行われるものではなかった。また森や自分たちの種族の存亡に関わることでない限りは、戦争は人間やエルフ、魔法使いの扱う領域として関知しなかった。かれらが加わったと記録に残っているのは、第一紀のサルン・アドラスの合戦と第三紀のアイゼンガルドの合戦だけである。また直接ではないがガンダルフの依頼によりフオルンを派遣することで角笛城の合戦に関与した。
もともと奮起することは好まず、頭に血が昇っても押さえてしまうことがしばしばであるが、ひとたび事を起こせばトロル（木の鬚によればトロルこそがモルゴスに作り出されたエントのまがいものである）よりもはるかに強く、堅固な岩でもたやすく砕く力を持っており、アイゼンガルドの合戦においてかれらの力は遺憾なく発揮された。弓矢も毒も効かないため、エントに深手を負わせるには斧で立ち向かうか、火を放つぐらいしか方法が無く、倒すのは容易ではなかった。実際サルマンはしかけを用いて後者の方法で反撃を試みたが、エントたちを更に激昂させただけで終わった。
ホビットの冒険や指輪物語の時代には伝承に微かに残る存在となっており、アラゴルンですら作り話と疑って本気にしていなかったが、上古の時代から生きており、エントの長老とも面識が有ったケレボルンは彼等の強さを熟知しており、フロド達にエントの領域に侵入してその怒りを買わないように忠告している。

## エント女
エントには伴侶となるエント女 (Entwife) がいた。太古には共に暮らしエントとの間に子を成したが、次第に心にかけるものが違っていき別々に暮らすようになった。エントたちが大木を愛し、木々に語りかけ森を彷徨い歩くのを好んだのに対し、エント女たちは森の外の世界のより小さな草花や実りをもたらす植物に目を向け、それを秩序立てて育てることを望んだからである。北からの脅威が迫るとエント女たちはファンゴルンの森を出て東へ向かい、アンドゥイン川を渡って対岸の第三紀では茶色の国と呼ばれる辺りに新しく庭を作り畠を耕して穀物や果物を栽培し、平和な時代には人間たちにもその方法を教えていたようである。しかし、後に女たちが生活を営む地域が戦争（地理的な条件から第二紀のダゴルラドの戦いと考えられる）に巻き込まれ、庭は荒廃しエント女の行方もわからなくなってしまった。そのためエントは殖えなくなった。

## 食事
エントは水しか飲まず（但し『木々が落としてくれる果実だけを食べた』という記述もある）かれらのすまいには必ず水飲み場がある。かれらの醸す水には空腹を満たす他にも成長を促す効用があり、エント達の元に滞在しこれを飲んだホビット、メリーとピピンはホビットの史上最高記録を凌ぐほど背が高くなった。

## エントの言葉
木の鬚によると、エントに言葉を教えたのはエルダールである。しかしエントたち自身はエルダールが与えてくれたのは言葉を話したいという欲求だと考えた。そこから生まれたエントたちの言葉はどの言語とも似つかず、ゆったりと響く独特のもので専らエント同士の会話で用られた（但しかれら特有の固有名詞など、翻訳出来ないものについて他の種族に伝える場合はその限りではない）。エント語は膠着語で反復も多く、母音が微妙かつ多様な変化と音調や音量の違いによって成り立っていたため、他の種族には習得出来なかった。その一方でエント自身はすぐれた言語の習得力を持ち1度覚えたら忘れなかった。かれらはエルフの二つの言葉を、殊更クウェンヤを愛した。
エントの名前は生まれてからの来歴を連ねたものであり、それが自らの素性を明かす性質をもつためか、木の鬚は初めて二人のホビットに出会ったとき、名乗るのには慎重な様子を見せた。またホビット達に（「自分たちが『ホビット』と自ら称している」と言ったのを個人の名前と勘違いした上で）氏素性のわからない相手に「本当の名前」を明かすは用心が足りないとたしなめている。

## その他の作品
- テーブルトークRPG 『ブレイド・オブ・アルカナ』では、樹人と呼ばれ、アイヒェマン（カシ人）とブーヘマン（ブナ人）に分かれる。
- テーブルトークRPG 『ソードワールド』では、森を司る上位精霊として登場する。
- MMORPG『リネージュ』には、「エルフの森」の守護者として登場する。
- テーブルトークRPG『ダンジョンズ&ドラゴンズ』では版権上の都合から「トレント」という呼称が用いられ、後発のファンタジー作品（主にコンピューターゲーム）でもこれは多く用いられている。
- MMORPG『REDSTONE』には、大地に属する神獣として登場する。他にも下位種としてトレントなども存在する。こちらもエルフと関係が深く、長年協力し合って森を守ってきたという。
- RPG『悪魔城ドラキュラ』では、トレントという名で呼ばれ、老樹に邪悪な意思が宿り、動き出した魔物として登場する。
- アクションゲーム『ボンバーマンシリーズ』では「トレント」の名で、敵キャラとして登場する[1]。作品によって木の霊や怪物として扱われる。